# Râul Puțul Bătrân
Râul Puțul Bătrân este un curs de apă, afluent al râului Clănița. 